# Europäische Sommerlounge

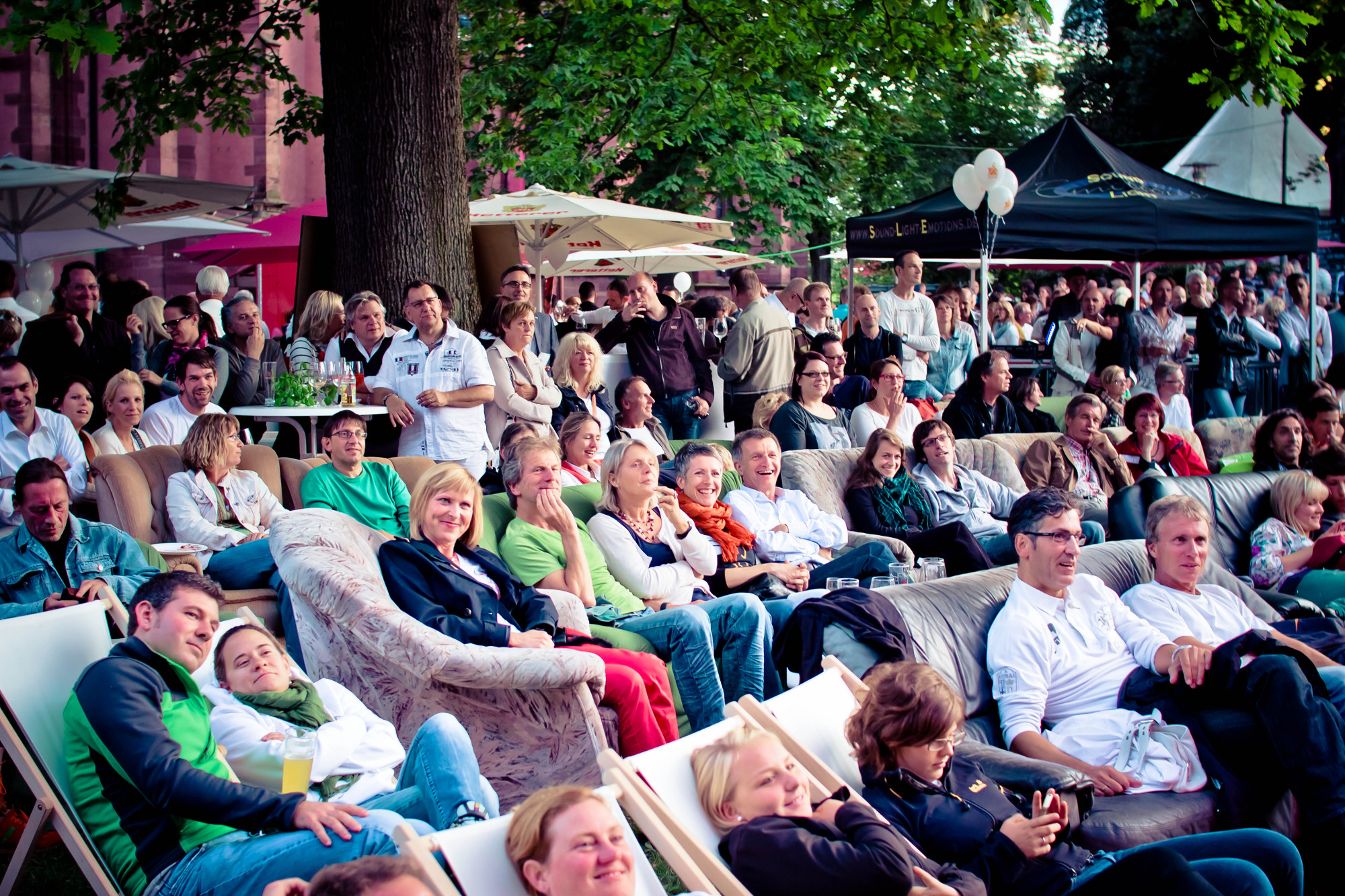
Europäische Sommerlounge Pforzheim 2012

Die Europäische Sommerlounge ist das erste Sofa-Festival der Welt. Sie wird zwischenzeitlich alle zwei Jahre veranstaltet, zieht bis zu 20.000 Besucher an und ist auch als Maria-Mollergren-Memorial-Festival bekannt. Das internationale Festival findet stets am zweiten Juli-Wochenende im Schlosspark der Stadt Pforzheim statt. 
Die Europäische Sommerlounge ist gemeinnützig und für jedermann ohne Eintritt zu besuchen.
Die erste Sommerlounge fand im Jahr 2007 statt. Im Jahr 2012 fand die 5. Europäische Sommerlounge statt. 
Das Festival bietet über vier Tage ein umfassendes kulturelles Programm von Poetry Slam, Theateraufführungen, zahlreichen Bands und Musikaufführungen, Kurzfilme der Filmakademie Baden-Württemberg und einem abschließenden Comedy-Wettbewerb. Eigentliches Highlight sind jedoch die zahlreichen alten Sofas, die das Festival prägen und ihm den eigenen Charme verleihen. Diese sind zu Hunderten während der Veranstaltung im ganzen Schlosspark verteilt und machen das Festival dadurch weltweit einzigartig. Weiterer Höhepunkt ist zwischenzeitlich der mitternächtliche Überraschungsprogrammpunkt in der angrenzenden historischen Schlosskirche.

## Geschichte/Ursprung

Europäische Sommerlounge Pforzheim 2012

Das Festival begann mit einem Sofa in Stuttgart, welches zum Musizieren von Mitgliedern des Europäischen Freundeskreis e.V. aus einer Erdgeschosswohnung auf den dortigen Mozartplatz gestellt wurde und in eine Teilnahme auf dem beliebten Stuttgarter Heusteigviertel mündete. Im Jahr 2007 wurde die Europäische Sommerlounge offiziell in Pforzheim im Schlosspark aus der Taufe gehoben und erfreute sich sofort großer Beliebtheit.
Ein Versuch des Verbots der Veranstaltung nach der 2. Europäischen Sommerlounge für das Jahr 2009 durch den benachbarten Pfarrer und die örtliche Verwaltung führte zu großen Protesten in der Bevölkerung. Hierauf konnte die Europäische Sommerlounge auch in den Jahren 2009 und 2010 (zum ersten Mal mit der „Weißen Nacht im Schwarzwald“) mit sehr positiver Resonanz durchgeführt werden.
Im Jahr 2011 kam es dann zu einem erneuten Versuch der Behinderung der Veranstaltung durch die kommunale Verwaltung, was in einer Absage durch die Organisatoren resultierte. Erneut war der Unmut in der Bevölkerung erheblich. Dies führte zu einer Kehrtwende der Stadtverwaltung unter dem zwischenzeitlich neuen Oberbürgermeister Gert Hager, was von den Organisatoren positiv begrüßt wurde. Die Europäische Sommerlounge fand daraufhin im Jahr 2012 wieder statt und dürfte sich endgültig durchgesetzt haben. Die Europäische Sommerlounge gilt zwischenzeitlich als inoffizielles Stadtfest der Stadt Pforzheim und wird auch im offiziellen Werbeauftritt der Stadt als positiver Meilenstein genutzt. Auch wird nach personellen Änderungen auf kirchlicher Seite mittlerweile die historische Schlosskirche offiziell in das Programm mit eingebunden.

## Die Organisatoren

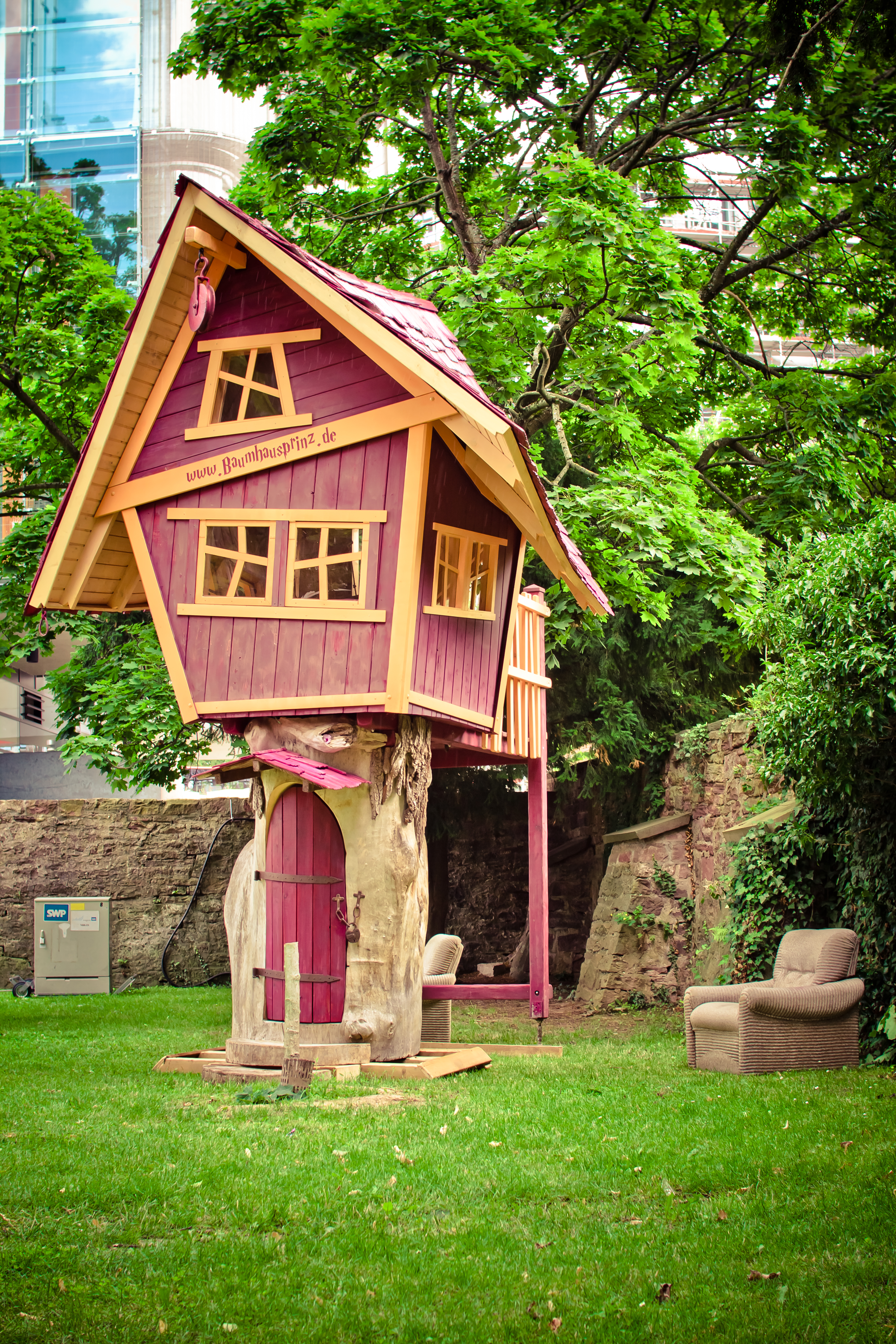
Europäische Sommerlounge Pforzheim 2012

Organisator und Initiator der Europäischen Sommerlounge ist der Europäische Freundeskreis e.V. unter der Führung der Vorstandsmitglieder Mark Gössel, Giuseppe Schembri und Andreas Janda. Der Europäische Freundeskreis ist ein gemeinnütziger Verein, der sich der Völkerverständigung verschrieben hat und sich zudem als internationales Netzwerk und kulturelle Plattform versteht.

## Bisherige Programmhöhepunkte

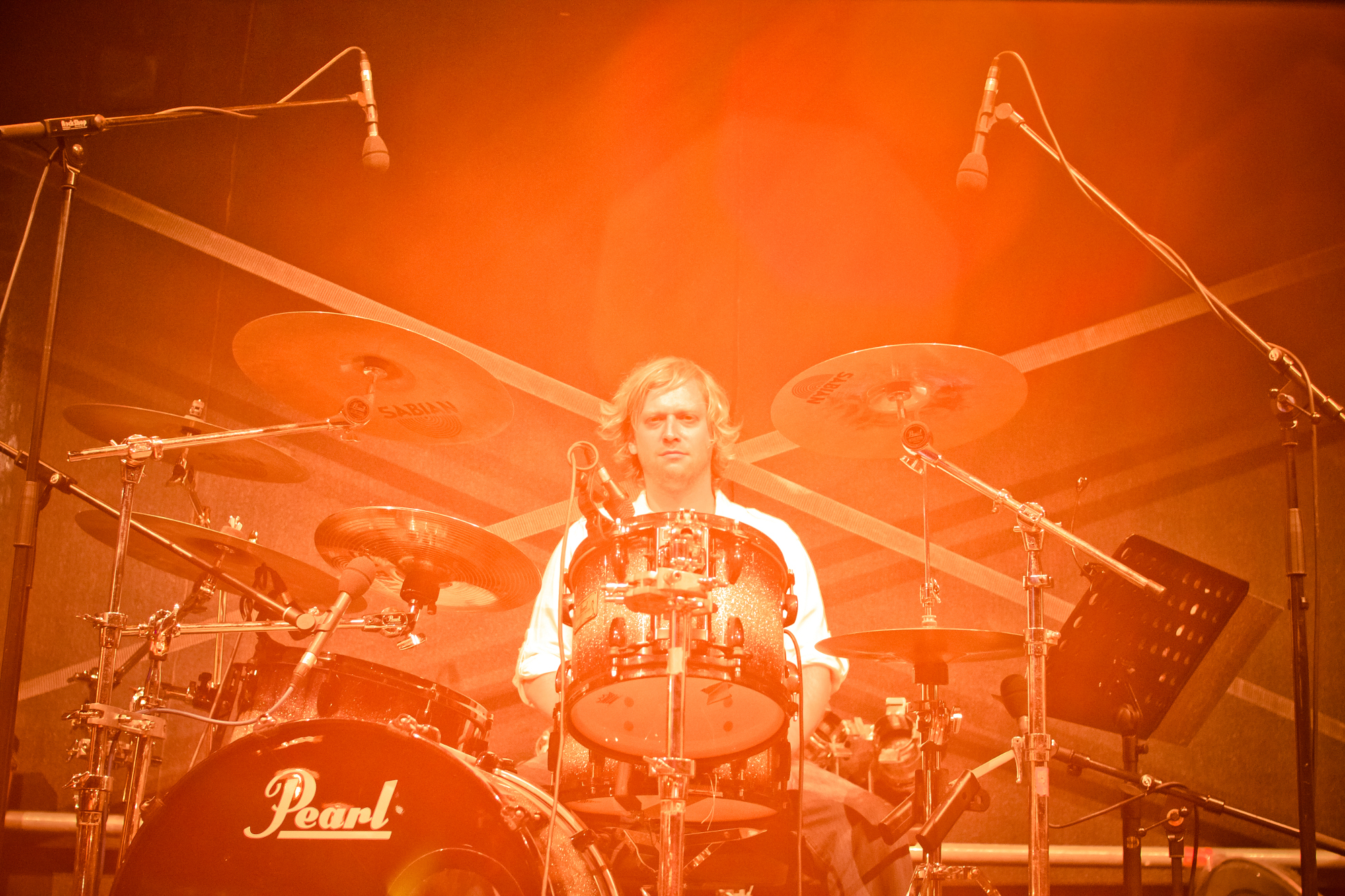
Europäische Sommerlounge Pforzheim 2012

Das Programm der Europäischen Sommerlounge ist breit gefächert. Einige Höhepunkte des Festivals waren bisher: Ezio, Sharon Brauner, alljährliche Kurzfilme der Filmakademie Baden-Württemberg, Direc-T Istanbul, Kurzauftritt des Wellington International Orchestra 2012 und die Weiße Nacht im Schwarzwald.

## Bisherige Schirmherren
Die Europäische Sommerlounge erfreut sich breiter und überparteilicher politischer Unterstützung. So waren bereits drei baden-württembergische Ministerpräsidenten Schirmherr der Veranstaltung. Hier handelt es sich um die Ministerpräsidenten Winfried Kretschmann (Grüne), Stefan Mappus (CDU) und Günther Oettinger (CDU).
Weiter Schirmherren sind der Oberbürgermeister der Stadt Pforzheim Gert Hager (SPD), der Vorsitzende des Europa-Ausschusses des Bundestags Gunther Krichbaum (CDU) sowie die Bundestagsabgeordnete Katja Mast (SPD) und Memet Kılıç (Grüne).
Ferner zählen die Kulturbeauftrage des Europäischen Parlaments Doris Pack (CDU), einer der höchstrangigen deutschen Beamte bei der Europäischen Kommission Dr. Gerhard Sabathil und die stellvertretende Vorsitzende des Sport- und Kulturausschusses des baden-württembergischen Landtags Viktoria Schmid (CDU) zu den offiziellen Schirmherren der Europäischen Sommerlounge.